# Gerardo Ludeña
Gerardo Francisco Ludeña Gonzales (Lima, Provincia de Huamanga, Ayacucho), es un abogado y político peruano. Fue alcalde de la Provincia de Huamanga. 

## Biografía
Estudió Derecho y Ciencias Políticas en la Universidad Nacional de San Cristóbal de Huamanga entre 1984 y 1990 obteniendo el título de abogado en el año 1993. Luego, realizó sus estudios de Maestría en Derecho Civil en la Pontificia Universidad Católica del Perú obteniendo el grado de Magíster en el año 1999. Posteriormente se integra al Partido Aprista Peruano (APRA), alcanzando la alcaldía provincial para el periodo 2003 - 2006.
En el año 2009 fue encarcelado por orden del Cuarto Juzgado Penal de Huamanga por el delito de falsedad genérica que había cometido durante su gestión edil (en el mismo juzgado tenía una orden de captura vigente por el delito de resistencia y desobediencia a la autoridad). Sin embargo, a inicios del año 2010, Ludeña fue declarado inocente y posteriormente excarcelado.
Actualmente se desempeña como catedrático universitario en la Universidad César Vallejo